# Малозайкинский сельсовет
Малозайкинский сельсовет — сельское поселение в Первомайском районе Оренбургской области Российской Федерации.
Административный центр — посёлок Малый Зайкин.

## История
9 марта 2005 года в соответствии с законом Оренбургской области № 1907/315-III-ОЗ образовано сельское поселение Малозайкинский сельсовет, установлены границы муниципального образования.

## Население
| 2010  | 2012  | 2013  | 2014  | 2015  | 2016  | 2017  |
| ----- | ----- | ----- | ----- | ----- | ----- | ----- |
| 1404  | ↘1396 | ↘1370 | ↘1351 | ↘1335 | ↘1301 | ↘1263 |
| 2018  | 2019  | 2020  | 2021  |       |       |       |
| ↘1232 | ↘1193 | ↘1158 | ↘1127 |       |       |       |

## Состав сельского поселения
| № | Населённый пункт | Тип населённого пункта          | Население |
| - | ---------------- | ------------------------------- | --------- |
| 1 | Балабанка        | посёлок                         | 22        |
| 2 | Большой Зайкин   | посёлок                         | 152       |
| 3 | Курлин           | посёлок                         | 365       |
| 4 | Малый Зайкин     | посёлок, административный центр | 706       |
| 5 | Маштаков         | посёлок                         | 159       |